# 塔潘街站
塔潘街站（英語：Tappan Street station）是位于马萨诸塞州布鲁克莱恩的地面轻轨站。车站在灯塔街行车道之间的分隔带中，波士顿轻轨绿线C支线在此站停靠。塔潘街站共有两座侧式站台，车站并不是无障碍车站。
1898年以来，灯塔街上的有轨电车一直在塔潘街停靠，但是20世纪90年代这一站才正式命名为塔潘街站，并设立车站站牌。

## 车站结构
| G 街道/站台层 | 侧式站台，右侧开门 | 侧式站台，右侧开门          |
| G 街道/站台层 | 出城               | 往克利夫兰环岛 （迪恩路）   |
| G 街道/站台层 | 入城               | 往波士顿北站 （华盛顿广场） |
| G 街道/站台层 | 侧式站台，右侧开门 |                             |